# Щитомордник
Щитомордник (Gloydius) — рід отруйних змій з родини гадюкових. Має 26 видів.

## Опис
Загальні розміри представників цього роду досягають 70—100 см. Голова зверху вкрита 9 великими щитками, які утворюють плаский щит, за що рід й отримав свою назву. Зіниця ока вертикальна. Луска на тулубі з реберцями і двома апікальними порами. Підхвостові щитки утворюють два рядки. Мають парні трубчасті отруйні зуби на дуже рухомій верхньощелепній кістці.

## Спосіб життя
Полюбляють піщану, кам'янисту місцину, передгір'я, напівпустелі. Активні вдень. Харчуються гризунами, ящірками, дрібними птахами.
Всі види отруйні. Як і у більшості гадюкових змій у складі отрути щитомордників переважають ферменти — гемотоксини, які діють на кровотворну систему, викликають крововилив, тромбози та, у підсумку, великі некрози. Однак у складі отрути щитомордників відмічена й частка нейротоксинів, які діють на нервову систему, викликаючи параліч дихального центру та інших нервових вузлів, тобто в дії отрути цих змій відзначені дві фази: перша — нейротоксична, друга — гемотоксична.
Це живородні змії. Самки народжують до 15 дитинчат.

## Розповсюдження
Мешкають на Кавказі, у Середній Азії, Афганістані, Пакистані, Росії, Китаї, Кореї та Японії.

## Види
- Gloydius angusticeps Shi, Yang, Huang, Orlov & Li, 2018
- Gloydius blomhoffii (Boie, 1826))
- Gloydius brevicauda (Stejneger, 1907)
- Gloydius caraganus (Eichwald, 1831)
- Gloydius caucasicus (Nikolsky, 1916)
- Gloydius chambensis Kuttalam, Santra, Owens, Selvan, Mukherjee, Graham, Togridou, Bharti, Shi, Shanker & Malhotra, 2022
- Gloydius changdaoensis Li, 1999
- Gloydius cognatus (Gloyd, 1977)
- Gloydius halys (Pallas, 1776)
- Gloydius himalayanus (Günther, 1864)
- Gloydius huangi Wang, Ren, Dong, Jiang, Shi, Siler & Che, 2019
- Gloydius intermedius (Strauch, 1868)
- Gloydius lateralis Zhang, Shi, Li, Yan, Wang, Ding, Du, Plenković-Moraj, Jiang & Shi, 2022
- Gloydius lijianlii Jiang & Zhao, 2009
- Gloydius lipipengi Shi, Liu & Malhotra, 2021
- Gloydius liupanensis Liu, Song & Luo, 1989
- Gloydius monticola (Werner, 1922)
- Gloydius qinlingensis (Song & Chen, 1985)
- Gloydius rickmersi Wagner, Tiutenko, Borkin & Simonov, 2015
- Gloydius rubromaculatus Shi, Li & Liu, 2017
- Gloydius shedaoensis (Zhao, 1979)
- Gloydius stejnegeri (Rendahl, 1933)
- Gloydius strauchi (Bedriaga, 1912)
- Gloydius swild Shi & Malhotra, 2021
- Gloydius tsushimaensis (Isogawa, Moriya & Mitsui, 1994)
- Gloydius ussuriensis (Emelianov, 1929)